# Niczkyfalva
 Niczkyfalva, eredetileg Kutas, (románul:  Nițchidorf , németül:  Nitzkydorf ) falu Romániában, a Bánságban, Temes megyében, az azonos nevű község központja. Az első világháborúig Temes vármegye Buziásfürdői járásához tartozott.

## Nevének változásai
1851-ben Niczkidorf, Kutas, 1863-ban Nitzkifalva, Nitzkidorf, 1873-ban Nickyfalva, Kutas, Nickydorf, 1890-ben, 1900-ban Niczkifalva az elnevezése.

## Népessége
- 1900-ban 3394 lakosából 2167 német, 1141 román, 60 magyar, 26 egyéb (23 szlovák anyanyelvű; 2199 római katolikus, 1133 ortodox, 23 evangélikus, 18 református, 11 zsidó és 10 egyéb vallású.
- 2002-ben 1583 lakosából 1457 volt román, 65 ukrán, 29 magyar, 21 német és 11 egyéb, 1419 ortodox, 61 római katolikus, 26 pünkösdista, 45 adventista, 10 református és 22 egyéb vallású.

## Története
Reiszig Ede így ír a településről Temes vármegye községei című munkájában:
„...A mai Niczkyfalva helyén a középkorban Kutas helység feküdt, mely egy 1370-ben kelt oklevélben Kwtus alakban fordul elő. 1410-ben Doboz tartozékaként szerepel. A hódoltság alatt teljesen elpusztult.
A XVIII. században kincstári pusztaként, a kövéresi tiszttartósághoz tartozott. Az 1784-1786-ban történt harmadik német telepítéskor a kamara e pusztán 200 új házat építtetett, 194 sváb családot telepített ide és 1785-ben újabb német települőket is. Az új helységet azután gróf Niczky Kristóf főispán után nevezték el Niczkyfalvának. Mindvégig a vallás- és tanulmányi alapé volt és most is annak van itt nagyobb erdőbirtoka. A római katolikus templom 1824-ben épült. ...”

## Híres emberek
- Itt született Herta Müller (1953), Nobel-díjas német írónő.
- Itt született Sebastian Kräuter, 1922. december 22. - 2008. január 29.) temesvári római katolikus püspök.